# Thomas Clausen
Thomas Clausen, född 16 januari 1801 i Nybøl vid Slesvig, död 24 maj 1885 i Dorpat, var en dansk astronom och matematiker.
Clausen blev 1842 observator vid observatoriet i Dorpat och var 1866-72 direktor för detsamma. Hans publicerade dels astronomiska arbeten, vilka främst behandlade beräkningen av elliptiska kometbanor (för en bestämning av banan för 1770 års komet fick han 1842 Videnskabernes Selskabs guldmedalj), dels matematiska, varav kan nämnas en beräkning av talet π (pi) med 250 decimaler.